# Ateliotum lusitaniella
Ateliotum lusitaniella är en fjärilsart som beskrevs av Hans Georg Amsel 1955. Ateliotum lusitaniella ingår i släktet Ateliotum och familjen äkta malar.
Artens utbredningsområde är Portugal. Inga underarter finns listade i Catalogue of Life.